# Günter Staudt
Günter Staudt ( 10 de agosto de 1926 , Berlín - 22 de mayo de 2008 , Bad Krozingen) fue un botánico y genetista alemán . Realizó estudios genónimos y fue la primera vez que se demostró que Fragaria iturupensis era octoploide .
Staudt o9btuvo su habilitación en 1966, en la Universidad Técnica de Berlín. De 1967 a 1974 fue jefe del Departamento de Genética y Citología en el Instituto Geilweilerhof de mejoramiento de la vid en Siebeldingen y luego de 1974 a 1991 Director de Instituto Nacional del Vino de Friburgo de Brisgovia.
El enfoque de su trabajo fueron el crecimiento, la genética y la historia de los cultivos. Fue un reconocido experto en fresas y en vino, y del trigo y de la cebada.

## Obra
- Genetics and Evolution of heteroecy in Genus Fragaria. 1. Investigations on Fragaria orientalis. In: Zeitschrift für Pflanzenzüchtung. Vol. 58 (3), 1967, pp. 245–277
- Genetics and Evolution of heteroecy in Genus Fragaria. 2. Interspecific crosses F. vesca X F. orientalis and F. viridis x F. orientalis. In: Zeitschrift für Pflanzenzüchtung. Vol 58 (4), 1967, pp. 309–322
- Genetics and Evolution of heteroecy in Genus Fragaria. 3. Investigations on hexaploid and octoploid species. En: Zeitschrift für Pflanzenzüchtung. Vol. 59 (1), 1968, pp. 83–102. (Este ensayo se divide en tres partes Habilitationsschrift an der Technischen Universität Berlin 19 de febrero de 1966)
- Eine spontan aufgetretene Großmutation bei Fragaria vesca L. (Una macromutación surgida en forma espontánea en Fragaria vesca L.) In: Naturwissenschaften. Vol. 46 (1), 1959, p. 23
- Systematics and geographic distribution of the American strawberry species: taxonomic studies in the genus Fragaria (Rosaceae: Potentilleae). Univ. of Calif. Press, Berkeley [u.a.] 1999. ISBN 0-520-09826-9
- Les dessins d'A. N. Duchesne pour son Histoire naturelle des fraisiers. Muséum Nat. d'histoire Naturelle, París 2003

### Libros
- Günter Staudt. 2003. Les dessins d'Antoine Nicolas Duchesne pour son histoire naturelles des fraisiers. Publicaciones científicas del Museo Nacional de Historia Natural de París : 370 pp. (colecc. Des Planches et des Mots 1) ISBN 2-85653-555-0

- La abreviatura «Staudt» se emplea para indicar a Günter Staudt como autoridad en la descripción y clasificación científica de los vegetales.[2]